# Progressed

Progressed est un EP sorti par le groupe Take That le 10 juin 2011. Il a été commercialisé dans une édition 2 CD de l'album Progress. Deux singles en sont extraits : Love Love (en), écrit pour le film X-Men : Le Commencement, et When We Were Young (en), qui figure sur la bande originale du film Les Trois Mousquetaires.

## Pistes
| No | Titre                    | Lead vocals                    | Durée |
| -- | ------------------------ | ------------------------------ | ----- |
| 1. | When We Were Young (en)  | Robbie Williams et Gary Barlow | 4:34  |
| 2. | Man                      | Gary Barlow et Mark Owen       | 4:39  |
| 3. | Love Love (en)           | Gary Barlow et Mark Owen       | 3:43  |
| 4. | The Day The Work Is Done | Mark Owen et Gary Barlow       | 4:04  |
| 5. | Beautiful                | Gary Barlow                    | 4:14  |
| 6. | Don't Say Goodbye        | Gary Barlow                    | 3:54  |
| 7. | Aliens                   | Howard Donald                  | 4:48  |
| 8. | Wonderful World          | Mark Owen                      | 4:58  |